# Клетъчна стена
Клетъчната стена е основен органел на микроорганизмите. Тя представлява тънка еластична мембрана, определяща сравнително постоянна форма на бактериалната клетка. Клетъчните стени при висшите растения са изградени основно от целулоза. Благодарение на нея клетките се предпазват от разкъсване и от голямото вътреклетъчно осмотично налягане.
Клетъчната стена има порест строеж и осигурява добро проникване и транспортиране в клетката на хранителни и други вещества, намиращи се в молекулно състояние. При бактериите клетъчната стена се доказва чрез явлението плазмолиза и оцветяване с алкални анилинови багрила.
Според строежа на клетъчната стена еубактериите се разделят на две големи групи: Гр+ и Гр-, като последните са относително по-слабо развити и по-просто устроени в сравнение с Гр+ бактериите.